# Masa lui Petru I (Semeni)
Masa lui Petru I este un monument amplasat în Semeni, raionul Ungheni, Republica Moldova. Este un monument istoric de importanță națională inclus în Registrul monumentelor Republicii Moldova ocrotite de stat cu nr. 1696 (raionul Ungheni). Datează din 1711.